# Hema (Ethnie)
Die Hema (auch Bahima oder Hima) sind eine mit den Tutsi verwandte Ethnie mit 150.000 bis 200.000 Angehörigen. Die Hema sind im Osten der Demokratischen Republik Kongo in der Provinz Ituri und im Gebiet der Großen Seen Afrikas, insbesondere im Südwesten Ugandas, in Ruanda, im Süden Burundis, sowie im Süden und Westen Tansanias angesiedelt. In Ituri organisieren sie sich zum Teil politisch und militärisch in  der Union des Patriotes Congolais (UPC) unter dem charismatischen Thomas Lubanga, die – gegründet als Selbstverteidigungsorganisation – heute für viele Terrorakte verantwortlich gemacht wird.

## Geschichte
Die Hema wanderten vielleicht im 14. Jahrhundert aus dem Norden ein und leben überwiegend halbnomadisch von Viehzucht, aber auch vom Ackerbau. Manche Untersuchungen gliedern sie auch direkt in die Tutsi ein, unter deren Verfolgung auch einige Hema-Gruppen gelitten haben. In Uganda machen sie 10 Prozent der Bevölkerung aus.

## Gegenwart
Die nomadisierenden Viehhirten Hema kämpften von 1998 bis 2003 gegen die sesshaften Ackerbauern vom Volk der Lendu.
Nach Medienangaben waren im Gebiet Ituri, dem Grenzgebiet zu Ruanda und Uganda, tausende Menschen auf der Flucht. Grund für die Kämpfe zwischen den beiden Volksgruppen sind Streitigkeiten um den Landbesitz vor allem in Bezug auf neue Ressourcenfunde in der Republik Kongo. Dabei spielen vor allem die Gold- und die Ölfunde in den letzten Jahren die entscheidende Rolle.
Freischärler, also eine paramilitärische Formation aus Freiwilligen der Hema-Ethnie, kämpften zusammen mit der Union der Kongolesischen Patrioten (UPC), mit der Einheits-, Sicherheits und Integritätspartei des Kongo (PUSIC) und zudem mit Paramilitärs der Partei des Kongolesischen Volkes (FAPC) gegen die traditionell verfeindete Volksgruppe der Lendu. Die Demokratische Republik Kongo und Uganda haben am 17. Februar mit Friedensverhandlungen begonnen, die neben dem Rückzug der ugandischen Truppen, eine Einsetzung der IPC, einer Befriedungskommission beinhaltet. Die Truppen der Hema sind Nichtkombattanten und unterliegen deswegen nicht dem Humanitären Völkerrecht.
Die Kämpfe in der Region beinhalten auch ein humanitäres Problem, da immer wieder Kindersoldaten von den Paramilitärs zwangsrekrutiert werden.
Vor diesem Hintergrund entsandten die Vereinten Nationen ein Team 1999 zur Beobachtung in das Land. Die UN-Mission MONUC ist nun seitdem in die Krisenregion stationiert. Da dieses Beobachtungsteam die Kämpfe nicht schlichten konnte, wurde vom UNO-Sicherheitsrat entschieden, dass eine internationale Friedenstruppe, unter Führung des französischen Militärs, entsandt wird.